# Cathédrale de Tous-les-Saints de Santa Fe
Cette  cathédrale n’est pas la seule cathédrale de Tous-les-Saints.
La cathédrale de Tous-les-Saints (en espagnol : Catedral Metropolitana Todos los Santos) est la cathédrale métropolitaine de l'archidiocèse de Santa Fe de la Vera Cruz située en Argentine à Santa Fe (capitale de la province de Santa Fe).

## Histoire

### Origines
Le 15 novembre 1573, Juan de Garay fonde officiellement la cité de Santa Fe. L'écrivain Pedro E. Espinosa, cite Juan de Garay :
« Otro sí, en la traza de esta ciudad tengo señalados dos solares para la Iglesia Mayor, la cual nombro LA VOCACION DE TODOS LOS SANTOS… » Acte de fondation de Santa Fe.
Une église est construite à Cayastá, dédiée à tous les saints. En 1649, l'église-mère se trouve sur la plaza Mayor (aujourd'hui place du 25 mai). D'abord modeste, elle est agrandie et renforcée au fil du temps par les gouverneurs successifs. Sous l'administration du père José Ignacio de Amenábar elle est encore agrandie en 1833 et prend son aspect actuel.

### La cathédrale actuelle
L'érection du nouveau diocèse de Santa Fe, le 15 février 1897, donne à l'église la fonction et le titre de cathédrale diocésaine. Mgr Juan Agustín Boneo en prend possession le 30 avril 1898. En 1934, le diocèse est élevé au rang d'archidiocèse et la cathédrale devient donc métropolitaine.
En 1947, Manuel Maziel construit les trois nefs.

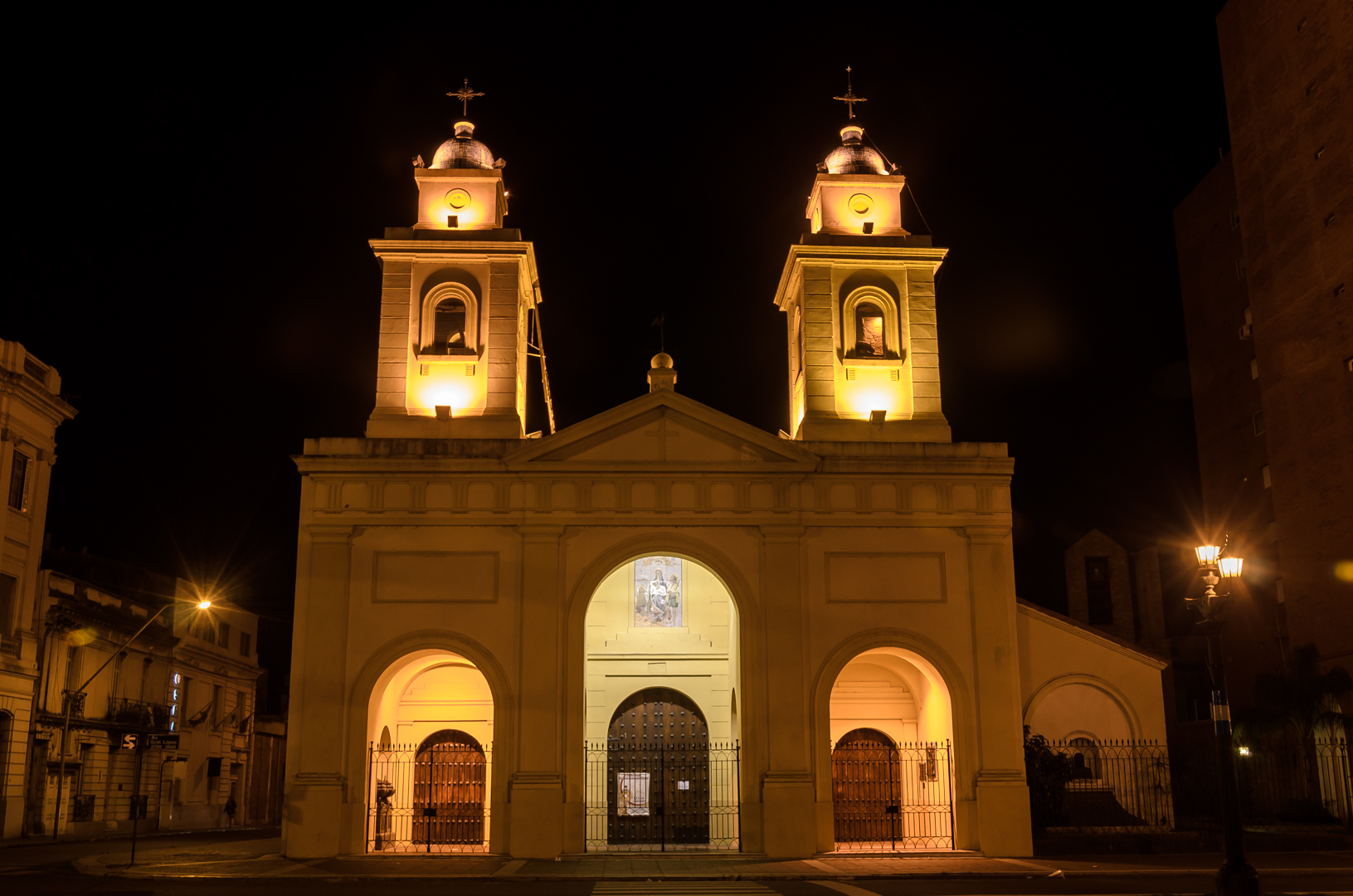
La cathédrale de nuit.

La cathédrale abrite les dépouilles mortelles du chanoine José Ignacio de Amenábar, de l'évêque de Párana José Gelabert y Crespo, et des archevêques de Santa Fe, le cardinal Nicolás Fasolino et Mgr Vicente Faustino Zazpe, ainsi que l'évêque auxiliaire Enrique Príncipe et deux gouverneurs de Santa Fe, Simón et Manuel María de Iriondo. Dans l'urne située dans l'atrium on a placé les cendres de Juan Apóstoles Martínez et de José María Aguirre, deux soldats de Santa Fe morts pendant la Guerre d'indépendance argentine.
La cathédrale a été inscrite à la liste des monuments nationaux d'Argentine en 1942 par le décret 112765.

## Style

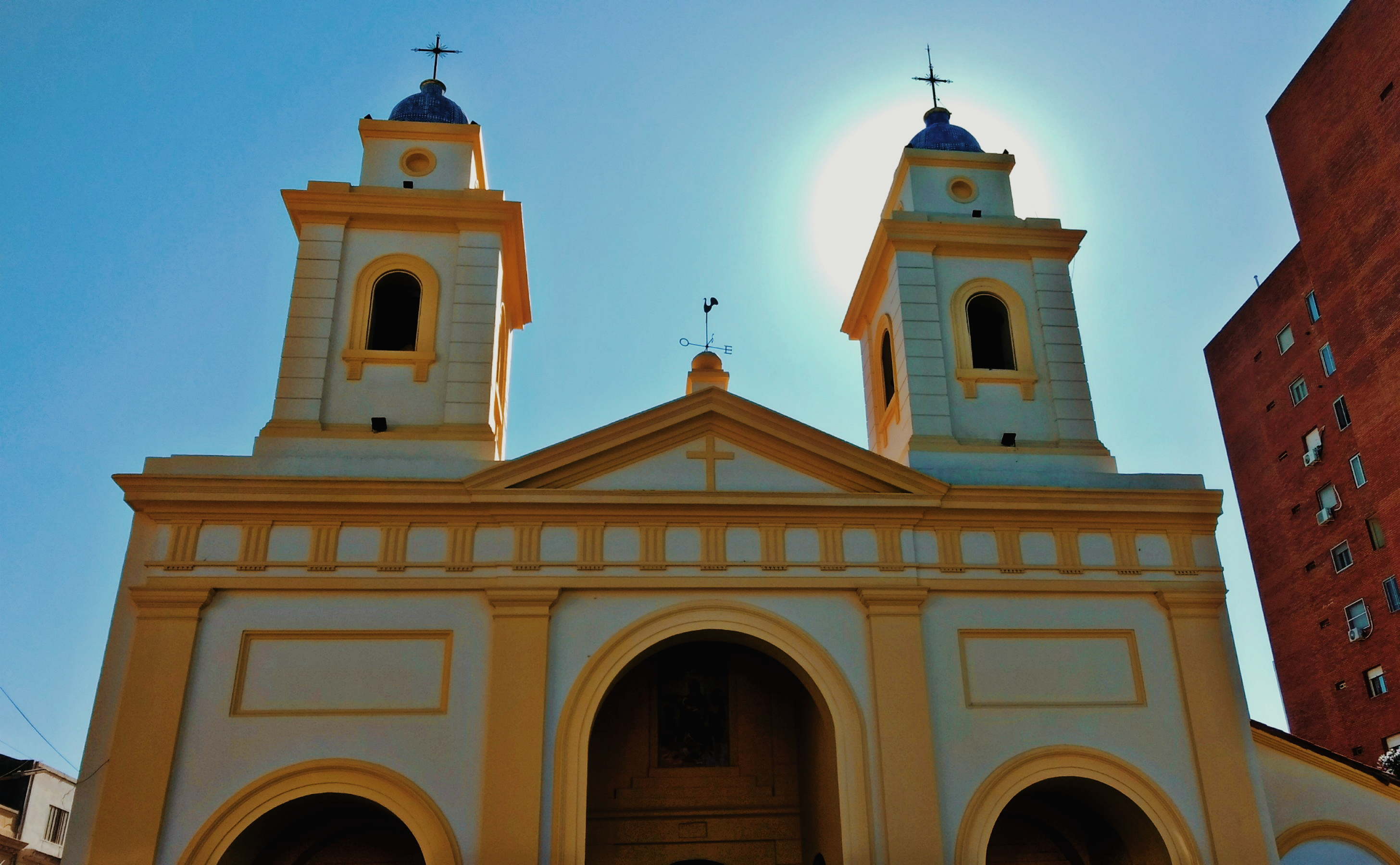
Tours de la cathédrale.

La façade est de style néoclassique italien avec deux tours-clochers. Les trois portes de la façade sont ornées d'antiques clous de l'époque coloniale. Une autre porte donne accès à l'édifice du côté Ouest. On remarque un buste du cardinal Fasolino à l'entrée droite principale. La nef centrale est voûtée en plein cintre et les nefs latérales d'une voûte d'arêtes.

## Intérieur

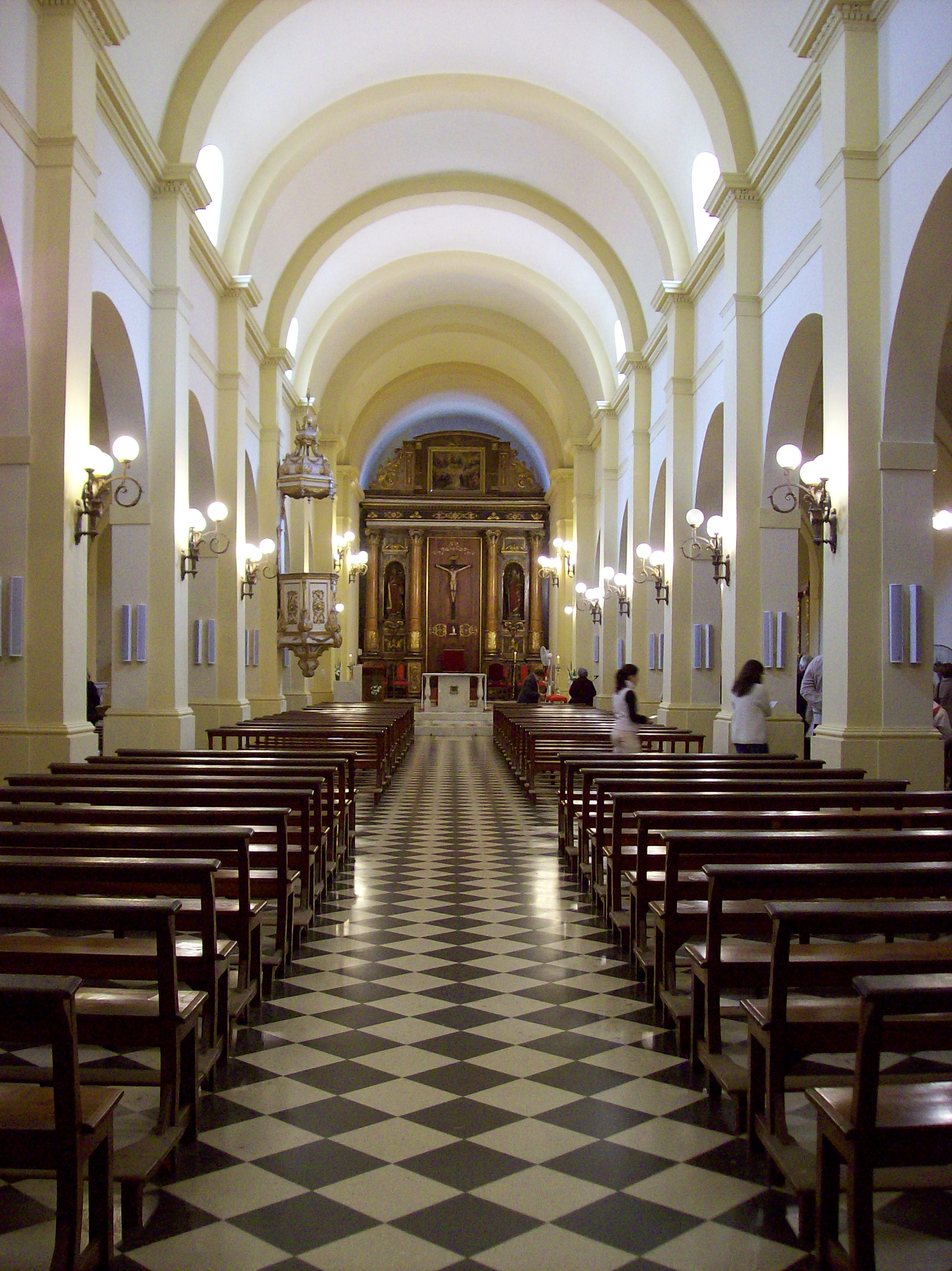
Intérieur de la cathédrale.

Les portes qui flanquent la clôture de chœur et celles qui donnent accès à la sacristie par le baptistère datent de la première église de Cayastá. Selon les mesures prises dans la lignée du concile Vatican II, le chœur a été modifié en 1982 avec la démolition de certains éléments (dont ceux du maître-autel). L'autel de marbre soutenu par quatre piliers de marbre date du début du XIXe siècle. Il contient des reliques de saint Jérôme et de saint Saturnin. La chapelle du Saint-Sacrement se trouve à gauche du chœur et date de 1982. Le baptistère (1987) est à droite. Il donne sur l'antique sacristie qui appartenait à l'ancienne construction. On remarque une plaque de marbre rappelant le baptême de Rafaela de Vera Muxica, vice-reine de la Plata. On accède ensuite à la chapelle de Notre-Dame des Douleurs contenant un tableau de Javiera de Larramendi. Un tableau de saint Jérôme datant du XVIe siècle et une statue polychrome de sainte Rose de Lima de style baroque sont également visibles. La chaire provient de la cathédrale de Buenos Aires. la cathédrale possède aussi un remarquable tableau de Manuel Plá y Valor (XIXe siècle) intitulé La Réunion de tous les saints.
Une sculpture de marbre du Christ crucifié est l'œuvre du sculpteur français Jean-Baptiste Pigalle, don du gouverneur de Santa Fe, Estanislao López (1786-1838). Elle est préservée dans le Trésor de la cathédrale.

### Article lié
- Archidiocèse de Santa Fe de la Vera Cruz